# Synothele parifusca
Synothele parifusca là một loài nhện trong họ Barychelidae. Loài này phân bố ờ Tây Úc.